# Förtälja vill jag, Gud, din nåd
Förtälja vill jag, Gud, din nåd är en psalm med text skriven av Erik Gustaf Geijer. Texten bearbetades senare av Per Adolf Sondén och Johan Olof Wallin.
|  |
|  |

## Publicerad i
- 1819 års psalmbok som nr 381 under rubriken "Tacksägelse efter seger".[1]